# Super Rugby 2018
Il Super Rugby 2018 è la 23ª edizione del Super Rugby SANZAAR, torneo professionistico annuale di rugby a 15 tra squadre di club delle federazioni australiana, neozelandese, sudafricana, argentina e giapponese.

## Formato
In questa edizione, dopo il taglio di Southern Kings, Cheetahs e Western Force dalla competizione, si torna al formato adottato tra il 2011 e il 2015, con una formula che prevede che ogni squadra incontri tutte quelle del suo girone due volte (andata e ritorno), quattro squadre di un girone in casa propria e altre quattro del terzo fuori casa, per un totale di 16 incontri più due bye corrispondenti a 8 punti in classifica. Le squadre saranno suddivise in tre gironi, quello sudafricano, quello australiano e quello neozelandese. A qualificarsi ai playoff sono però otto squadre, come nelle due edizioni precedenti. Le otto qualificate saranno le vincitrici delle tre conferences e le altre cinque squadre con più punti nella classifica generale, indipendentemente dalla conference di appartenenza. I giapponesi Sunwolves saranno aggregati alla conference australiana, mentre i Jaguares argentini saranno inseriti in quella sudafricana. I vincitori delle tre conferences e la migliore wild-card ospiteranno i quarti di finale, mentre semifinali e finale saranno ospitate dalle squadre col seeding più basso.

## Squadre partecipanti e ambiti territoriali
| Paese                    | Squadra              | Sede                                | Area                                                                     |                      |
| Conference Australia     | Conference Australia | Conference Australia                | Conference Australia                                                     | Conference Australia |
| ------------------------ | -------------------- | ----------------------------------- | ------------------------------------------------------------------------ | -------------------- |
| Australia                | Brumbies             | Canberra                            | Territorio della Capitale Australiana                                    |                      |
| Australia                | Rebels               | Melbourne                           | Stato di Victoria                                                        |                      |
| Australia                | Reds                 | Brisbane                            | Stato del Queensland                                                     |                      |
| Australia                | Waratahs             | Sydney                              | Stato del Nuovo Galles del Sud                                           |                      |
| Giappone                 | Sunwolves            | Tokyo, Singapore                    | Giappone, Asia orientale                                                 |                      |
| Conference Nuova Zelanda |                      |                                     |                                                                          |                      |
| Nuova Zelanda            | Blues                | Auckland                            | Penisola di Northland e la regione di Auckland centrale e settentrionale |                      |
| Nuova Zelanda            | Chiefs               | Hamilton                            | Distretti di Hamilton, Tauranga e Rotorua                                |                      |
| Nuova Zelanda            | Crusaders            | Christchurch                        | Regione di Canterbury                                                    |                      |
| Nuova Zelanda            | Highlanders          | Dunedin                             | Distretto di Otago e Southland                                           |                      |
| Nuova Zelanda            | Hurricanes           | Wellington                          | Wellington, Palmerston North e Napier                                    |                      |
| Conference Sud Africa    |                      |                                     |                                                                          |                      |
| Sudafrica                |                      |                                     |                                                                          |                      |
| Bulls                    | Pretoria             | East Rand, Limpopo                  |                                                                          |                      |
| Lions                    | Johannesburg         | Mpumalanga, Provincia del Nordovest |                                                                          |                      |
| Sharks                   | Durban               | KwaZulu-Natal                       |                                                                          |                      |
| Stormers                 | Città del Capo       | Cape Winelands, West Coast          |                                                                          |                      |
| Argentina                | Jaguares             | Buenos Aires                        | Argentina                                                                |                      |

## Avvenimenti

### Regular season

#### Australia
Il rugby australiano vive una fase disastrosa. Il taglio della Western Force è stato visto come un male necessario per rendere di nuovo le franchigie superstiti competitive. I Brumbies sono ancora una volta considerati i favoriti, mentre i Sunwolves, salvati dal taglio per meri motivi economici, traslocano dalla conference sudafricana risparmiando migliaia di chilometri di viaggio.
La prima giornata (ufficialmente la seconda) vede i Brumbies vincere fin troppo faticosamente contro la franchigia giapponese, mentre i Waratahs ottengono una vittoria all'ultimo respiro a Newlands. La sorpresa di giornata viene da Melbourne, dove i padroni di casa, arricchitisi di molti giocatori ex Force, demoliscono i Reds, in quattordici per quasi tutto l'incontro, portando a casa anche il punto bonus.
In seguito i Rebels si troveranno clamorosamente primi a punteggio pieno alla fine della quarta giornata, complice un calendario semplice (dopo i citati Reds, Sunwolves e Brumbies), mentre i Waratahs partono in modo convincente trovando vittorie importanti come quella proprio sulla franchigia del Victoria alla quinta giornata, con un perentorio 51-27. I Brumbies faticano, ottenendo solo tre vittorie nelle prime dodici giornate, e Reds e Rebels subiscono un'involuzione nelle settimane successive alla sesta, crollando in classifica complici anche brutte sconfitte in trasferta. I Sunwolves ottengono nove sconfitte consecutive a inizio stagione, collezionando a malapena due punti in dodici settimane, e sono per il terzo anno su tre partecipazioni destinati a essere fanalino di coda dell'intero torneo. I Waratahs approfittano della crisi dei Rebels portandosi in vetta alla conference alla nona giornata battendo i Reds, ma dopo si fermano, restando primi solo per le contemporanee sconfitte delle concorrenti.
Non si risolve il problema degli scontri diretti con le franchigie neozelandesi, che non hanno problemi a battere le squadre aussie in tutti gli incontri fino alla tredicesima giornata. Emblematico è a tal senso il 21-24 incassato dai Waratahs, squadra più in forma della terra dei canguri, in casa contro i Blues, ultimi in Nuova Zelanda. Il vento sta però per cambiare, e se ne hanno cenni alla tredicesima giornata, quando i 'Tahs dopo mezz'ora stanno sullo 0-29 contro i Crusaders a Christchurch, ma poi crollano perdendo 31-29. La settimana dopo si apre coi Reds sconfitti a Wellington, ma questa sarà l'ultima sconfitta della serie. Il giorno dopo i Waratahs battono con un perentorio 41-12 gli Highlanders, in una partita condizionata dal cartellino rosso al diciottesimo per Nabura per un calcio in faccia a un avversario, chiudendo una serie di 40 sconfitte consecutive che durava dalla vittoria sempre dei Waratahs coi Chiefs nella quattordicesima giornata del torneo di due anni prima.
I Brumbies intanto perdono ancora contro Rebels e Lions, uscendo dal discorso play-off, così come i Reds, in caduta libera e sconfitti da Sunwolves (di 35 punti), Hurricanes, Highlanders e Waratahs, discorso play-off ora limitato a Waratahs e Rebels, i primi assenti dal 2015, gli altri alla ricerca della prima storica qualificazione. Una delle due è sicura del posto vincendo la conference, l'altra se la gioca con gli Sharks per l'ottavo posto, con lo scontro diretto in programma al rientro dalla pausa nazionali. Sarà la squadra del Nuovo Galles del Sud a vincere la fondamentale sfida, col punteggio di 31-26, mentre i Brumbies, non ancora condannati dalla matematica, ottengono una vittoria di prestigio contro gli Hurricanes, ricucendo il gap con l'ottavo posto a sei lunghezze, a due giornate dal termine, ma la loro sconfitta contro i Chiefs la settimana dopo renderà tutto vano. Si arriva così all'ultima giornata coi Waratahs già vincitori della conference e alla ricerca del seeding numero 2 contro la migliore squadra della conference sudafricana e i Rebels alla ricerca dell'ultimo posto disponibile per la post-season, mentre i Brumbies hanno bisogno di vincere e sperare in una combinazione favorevole dagli altri campi. I Rebels perdono con bonus al Forsyth Barr, rendendo così vana la vittoria del team della capitale a Sydney, ma il posto play-off andrà agli Sharks, che sopravanzano all'ultimo la franchigia del Victoria battendo i Giaguari. La sconfitta dei Waratahs li fa superare dai Lions, che otterrebbero così un'eventuale semifinale casalinga e lasciano agli australiani l'ostico quarto di finale contro gli Highlanders.

#### Nuova Zelanda
Le cinque franchigie neozelandesi, vincitrici degli ultimi tre titoli e sempre almeno in finale dal 2011, sono in un momento d'oro. I Crusaders campioni in carica si affidano a una squadra quasi identica a quella che ha vinto il titolo l'anno precedente, nell'ultima stagione in rosso-nero di Wyatt Crockett, gli Highlanders perdono Banks trasferitosi in Italia e Fekitoa passato a Tolone, cedendo agli Hurricanes Evans. I Blues in cerca di un posto ai play-off salutano il pilone Charlie Faumina dopo nove anni, mentre in casa Chiefsuna piccola rivoluzione porta tanti importanti addii, come quelli di Cruden (a Montpellier) e Lowe (direzione Leinster). I favoriti per la vetta della conference sono Crusaders e Hurricanes, con Chiefs e Highlanders in seconda fila.
La prima giornata (ufficialmente la seconda) vede i Crusaders ottenere una vittoria casalinga con bonus coi Chiefs al termine di una partita comunque sofferta, mentre gli Highlanders superano i Blues in un match spettacolare. La sorpresa viene invece dall'inatteso crollo degli uomini in giallo-nero guidati dai fratelli Barrett a Pretoria contro i Bulls. Gli Hurricanes vinceranno però le dieci partite successive, compresi i derby con Crusaders, Highlanders e Chiefs, coi gialloneri trascinati da Ben Lam, esploso in questa stagione. I Crusaders, dopo un inizio difficile condito da due sconfitte nelle prime tre partite, si rialzano e vincono le partite successive tra Australia, Sudafrica e Argentina, prima di sconfiggere i Waratahs stabilendo un nuovo record rimontando da uno svantaggio di 29 punti. Anche Chiefs e Highlanders ingranano un buon ruolino di marcia, restando in corsa per la vetta della classifica, mentre i Blues sono, anche quest'anno, sempre più lontani dalle posizioni di vertice. Si allontanano però entrambe alla dodicesima giornata, crollando la prima in casa con gli Jaguares, i secondi a Durban. Crusaders e Hurricanes superano invece prima Rebels e Lions, poi Blues e Waratahs e Reds e Blues, arrivando all' importantissimo scontro diretto di Christchurch coi rosso-neri davanti di un punto, ma con una partita giocata in più.
Saranno i campioni in carica a vincere la sfida, con un importantissimo 24-13 forse perfino riduttivo, frutto di tre mete contro l'unica dei gialloneri, annullando il meta-men del torneo Ben Lam. Si arriva così all'ultima giornata prima della pausa per i test delle nazionali, con due partite fondamentali per la corsa alla vetta della conference e per il quinto posto nella classifica complessiva. A Dunedin Naholo e compagni spengono le speranze di un primo posto dei fratelli Barrett con un perentorio 30-14 e confermando il fortino del Forsyth Barr, arrivando a 12 vittorie casalinghe consecutive e insediando la possibilità di ottenere una semifinale casalinga proprio dei gialloneri, mentre i Crusaders volano sconfiggendo il giorno seguente i Chiefs a domicilio, ottenendo la loro decima vittoria consecutiva per 20-34, con un risultato in bilico fino a tre minuti dalla fine. I Blues nel frattempo perdono contro i Rebels, languendo al penultimo posto. Si arriva così alla pausa per i test internazionali.
Si riprende coi Crusaders che, anche senza giocare, sono quasi aritmeticamente sicuri del primo posto finale nella regular season, grazie al crollo dei ragazzi di Wellington in quel di Canberra. La squadra guidata da Chris Boyd, alla terza sconfitta consecutiva, è ora incalzata dai Chiefs, che hanno battuto gli Highlanders a Suva, adesso a -4, e dagli stessi Highlanders, a -5, per ottenere un quarto di finale in casa. La penultima giornata vede il consolidarsi delle posizioni, con Crusaders, Hurricanes e Chiefs vincenti e gli Highlanders sconfitti proprio dai Crusaders, nella partita che vede Wyatt Crockett essere il primo a varcare la soglia delle 200 presenze nel torneo, tutte con la maglia rossonera. Nell'ultima giornata i Chiefs battono gli Hurricanes, ma con un punteggio che permette ai rivali di restare a Wellington, almeno per il quarto di finale. I Crusaders chiudono con ancora una vittoria, nell'ultima partita con la maglia dei Blues per Jerome Kaino, così come gli Highlanders.

#### Sudafrica
Le quattro franchigie sudafricane e i Jaguares vivono momenti diversi. I Lions sono i favoriti, e partono con l'obiettivo di raggiungere la terza finale in tre anni e con ambizioni di vittoria finale. Gli Sharks e i Bulls si presentano i primi con molte conferme, i secondi con uno stile di gioco nuovo, desiderosi di tornare ai fasti di un decennio prima. Gli Stormers puntano a sfatare il tabù delle finali, mentre i Jaguares a migliorare il decimo posto dell'anno prima e, perché no, a centrare la qualificazione alla post-season.
Nel continente nero si parte una settimana in anticipo, con le pronosticate vittorie di Stormers e Lions sui meno quotati Jaguares e Sharks. I Lions sono protagonisti nelle prime giornate, mettendo sempre più punti tra loro e gli avversari. I Bulls partono con una vittoria di prestigio contro i campioni del 2016, gli Hurricanes, ma l'illusione di un ritorno ai tempi passati passa in poche settimane.
Stormers e Sharks partono in crisi, ma mentre per i primi è irreversibile, i secondi iniziano a uscirne attorno a metà campionato, mentre gli argentini dei Jaguares migliorano, portandosi a metà stagione in zona play-off, veleggiando tra il settimo e il decimo posto complessivo. In particolare la franchigia di Buenos Aires vince per la prima volta in Nuova Zelanda con un 20-13 ai danni dei Blues, bissando il successo una settimana dopo con un convincente 23-19 a Roturua contro i Chiefs, ottenendo la quarta vittoria su quattro partite in un duro tour tra Australia e Nuova Zelanda e imponendosi come la seconda franchigia della conference e seria candidata a un posto nella post-season. Gli Sharks hanno una stagione altalenante e discontinua, ai margini della zona play-off. Pesano infatti per i bianconeri le sconfitte in quasi tutte le trasferte affrontate, e l'eventuale approdo alla fase a eliminazione diretta, con l'ottavo seeding, diventa uno scontro a distanza coi Rebels. I Bulls, dopo una striscia positiva di tre partite ad aprile, crollano nella seconda metà del campionato, perdendo perfino coi Sunwolves.
Nel frattempo gli argentini continuano il loro ruolino di marcia impressionante, continuando la loro serie e, in caso di vittoria della conference, a proponendosi perfino nella lotta per il titolo. Infatti i vice-campioni in carica iniziano a sciogliersi proprio sul più bello, con tre sconfitte di seguito nella prima metà di maggio contro Reds, Hurricanes e Highlanders, e alla terzultima cadono al Kings Park per 31-24, dando così la possibilità agli argentini di superarli grazie al loro turno di riposo alla penultima. I Giaguari però cadono proprio sul più bello, al Loftus Versfeld contro dei Bulls già in vacanza. Il punteggio infatti recita 43-34 per i padroni di casa. Poche ore dopo gli Sharks perdono contro gli Stormers, mancando la possibilità di superare all'ottavo posto i Rebels e di accedere alla post-season. Il sorpasso arriverà all'ultima giornata, con la sconfitta dei Rebels a Dunedin e la vittoria degli Squali contro dei Jaguares in ampio turnover.

## Risultati
|           | 1ª giornata (solo Sudafrica) |       |
| --------- | ---------------------------- | ----- |
| 17-2-2018 | Stormers—Jaguares            | 28-20 |
| 17-2-2018 | Lions—Sharks                 | 26-19 |
| rip.      | tutte le altre               |       |
|           |                              |       |
|           |                              |       |
|           |                              |       |
|           |                              |       |
|           |                              |       |

|           | 4ª giornata          |       |
| --------- | -------------------- | ----- |
| 9-3-2018  | Highlanders—Stormers | 33-15 |
| 9-3-2018  | Rebels—Brumbies      | 33-10 |
| 10-3-2018 | Hurricanes—Crusaders | 29-19 |
| 10-3-2018 | Reds—Bulls           | 20-14 |
| 10-3-2018 | Sharks—Sunwolves     | 50-22 |
| 10-3-2018 | Lions—Blues          | 35-38 |
| 10-3-2018 | Jaguares—Waratahs    | 38-28 |
| rip.      | Chiefs               |       |

|           | 7ª giornata               |       |
| --------- | ------------------------- | ----- |
| 30-3-2018 | Chiefs—Highlanders        | 27-22 |
| 30-3-2018 | Rebels—Hurricanes         | 19-50 |
| 31-3-2018 | Blues—Sharks              | 40-63 |
| 31-3-2018 | Brumbies—Waratahs         | 17-24 |
| 31-3-2018 | Bulls—Stormers            | 33-23 |
| 1-4-2018  | Lions—Crusaders           | 8-14  |
| rip.      | Jaguares, Reds, Sunwolves |       |

|           | 10ª giornata        |       |
| --------- | ------------------- | ----- |
| 20-4-2018 | Blues—Highlanders   | 16-34 |
| 20-4-2018 | Waratahs—Lions      | 0-29  |
| 21-4-2018 | Crusaders—Sunwolves | 33-11 |
| 21-4-2018 | Reds—Chiefs         | 12-36 |
| 21-4-2018 | Bulls—Rebels        | 28-10 |
| 21-4-2018 | Sharks—Stormers     | 24-17 |
| 22-4-2018 | Brumbies—Jaguares   | 20-25 |
| rip.      | Hurricanes          |       |

|           | 13ª giornata       |       |
| --------- | ------------------ | ----- |
| 11-5-2018 | Blues—Hurricanes   | 15-36 |
| 12-5-2018 | Sunwolves—Reds     | 63-28 |
| 12-5-2018 | Crusaders—Waratahs | 31-29 |
| 12-5-2018 | Highlanders—Lions  | 39-27 |
| 12-5-2018 | Brumbies—Rebels    | 24-27 |
| 12-5-2018 | Stormers—Chiefs    | 9-15  |
| 12-5-2018 | Bulls—Sharks       | 39-33 |
| rip.      | Jaguares           |       |

|          | 16ª giornata (solo Australia e Nuova Zelanda) |       |
| -------- | --------------------------------------------- | ----- |
| 1-6-2018 | Highlanders—Hurricanes                        | 30-14 |
| 2-6-2018 | Blues—Rebels                                  | 10-20 |
| 2-6-2018 | Chiefs—Crusaders                              | 20-34 |
| 2-6-2018 | Reds—Waratahs                                 | 41-52 |
| 3-6-2018 | Brumbies—Sunwolves                            | 41-31 |
| rip.     | tutte le altre                                |       |
|          |                                               |       |
|          |                                               |       |

|           | 19ª giornata       |       |
| --------- | ------------------ | ----- |
| 13-7-2018 | Chiefs—Hurricanes  | 28-24 |
| 13-7-2018 | Reds—Sunwolves     | 48-27 |
| 14-7-2018 | Highlanders—Rebels | 43-37 |
| 14-7-2018 | Crusaders—Blues    | 54-17 |
| 14-7-2018 | Waratahs—Brumbies  | 31-40 |
| 14-7-2018 | Lions—Bulls        | 38-12 |
| 14-7-2018 | Sharks—Jaguares    | 20-10 |
| rip.      | Stormers           |       |

|  |

|           | 2ª giornata        |       |
| --------- | ------------------ | ----- |
| 23-2-2018 | Highlanders—Blues  | 41-34 |
| 23-2-2018 | Rebels—Reds        | 45-19 |
| 24-2-2018 | Sunwolves—Brumbies | 25-32 |
| 24-2-2018 | Crusaders—Chiefs   | 45-23 |
| 24-2-2018 | Waratahs—Stormers  | 34-27 |
| 24-2-2018 | Lions—Jaguares     | 47-27 |
| 24-2-2018 | Bulls-Hurricanes   | 21-19 |
| rip.      | Sharks             |       |

|           | 5ª giornata           |       |
| --------- | --------------------- | ----- |
| 16-3-2018 | Chiefs—Bulls          | 41-28 |
| 17-3-2018 | Highlanders—Crusaders | 25-17 |
| 17-3-2018 | Brumbies—Sharks       | 24-17 |
| 17-3-2018 | Stormers—Blues        | 37-20 |
| 17-3-2018 | Lions—Sunwolves       | 40-38 |
| 17-3-2018 | Jaguares—Reds         | 7-18  |
| 18-3-2018 | Waratahs—Rebels       | 51-27 |
| rip.      | Hurricanes            |       |

|          | 8ª giornata                |       |
| -------- | -------------------------- | ----- |
| 6-4-2018 | Hurricanes—Sharks          | 38-37 |
| 7-4-2018 | Sunwolves—Waratahs         | 29-50 |
| 7-4-2018 | Chiefs—Blues               | 21-19 |
| 7-4-2018 | Brumbies—Reds              | 45-21 |
| 7-4-2018 | Lions—Stormers             | 52-31 |
| 7-4-2018 | Jaguares—Crusaders         | 14-40 |
| rip.     | Bulls, Highlanders, Rebels |       |

|           | 11ª giornata             |       |
| --------- | ------------------------ | ----- |
| 27-4-2018 | Hurricanes—Sunwolves     | 43-15 |
| 27-4-2018 | Stormers—Rebels          | 34-18 |
| 28-4-2018 | Reds—Lions               | 27-22 |
| 28-4-2018 | Blues—Jaguares           | 13-20 |
| 28-4-2018 | Brumbies—Crusaders       | 8-21  |
| 28-4-2018 | Bulls—Highlanders        | 28-29 |
| rip.      | Chiefs, Sharks, Waratahs |       |
|           |                          |       |

|           | 14ª giornata         |       |
| --------- | -------------------- | ----- |
| 18-5-2018 | Hurricanes—Reds      | 38-34 |
| 19-5-2018 | Sunwolves—Stormers   | 26-23 |
| 19-5-2018 | Blues—Crusaders      | 24-32 |
| 19-5-2018 | Waratahs—Highlanders | 41-12 |
| 19-5-2018 | Sharks—Chiefs        | 28-24 |
| 19-5-2018 | Lions—Brumbies       | 42-24 |
| 19-5-2018 | Jaguares—Bulls       | 54-24 |
| rip.      | Rebels               |       |

|           | 17ª giornata        |       |
| --------- | ------------------- | ----- |
| 29-6-2018 | Blues—Reds          | 39-16 |
| 29-6-2018 | Rebels—Waratahs     | 26-31 |
| 30-6-2018 | Highlanders—Chiefs  | 22-45 |
| 30-6-2018 | Brumbies—Hurricanes | 24-12 |
| 30-6-2018 | Sunwolves—Bulls     | 42-37 |
| 30-6-2018 | Sharks—Lions        | 31-24 |
| 30-6-2018 | Jaguares—Stormers   | 25-14 |
| rip.      | Crusaders           |       |

|          | 3ª giornata         |       |
| -------- | ------------------- | ----- |
| 2-3-2018 | Blues—Chiefs        | 21-27 |
| 2-3-2018 | Reds—Brumbies       | 18-10 |
| 3-3-2018 | Crusaders—Stormers  | 45-28 |
| 3-3-2018 | Sunwolves—Rebels    | 17-37 |
| 3-3-2018 | Sharks—Waratahs     | 24-24 |
| 3-3-2018 | Bulls—Lions         | 35-49 |
| 3-3-2018 | Jaguares—Hurricanes | 9-34  |
| rip.     | Highlanders         |       |

|           | 6ª giornata               |       |
| --------- | ------------------------- | ----- |
| 23-3-2018 | Crusaders—Bulls           | 33-14 |
| 23-3-2018 | Rebels—Sharks             | 46-14 |
| 24-3-2018 | Sunwolves—Chiefs          | 10-61 |
| 24-3-2018 | Hurricanes—Highlanders    | 29-12 |
| 24-3-2018 | Stormers—Reds             | 25-19 |
| 24-3-2018 | Jaguares—Lions            | 49-35 |
| rip.      | Blues, Brumbies, Waratahs |       |
|           |                           |       |

|           | 9ª giornata                |       |
| --------- | -------------------------- | ----- |
| 13-4-2018 | Hurricanes—Chiefs          | 25-13 |
| 14-4-2018 | Sunwolves—Blues            | 10-24 |
| 14-4-2018 | Rebels—Jaguares            | 22-25 |
| 14-4-2018 | Highlanders—Brumbies       | 43-17 |
| 14-4-2018 | Waratahs—Reds              | 37-16 |
| 14-4-2018 | Sharks—Bulls               | 10-40 |
| rip.      | Crusaders, Lions, Stormers |       |

|          | 12ª giornata              |       |
| -------- | ------------------------- | ----- |
| 4-5-2018 | Chiefs—Jaguares           | 19-23 |
| 4-5-2018 | Rebels—Crusaders          | 10-55 |
| 5-5-2018 | Waratahs—Blues            | 21-24 |
| 5-5-2018 | Hurricanes—Lions          | 28-19 |
| 5-5-2018 | Stormers—Bulls            | 29-17 |
| 5-5-2018 | Sharks—Highlanders        | 38-12 |
| rip.     | Brumbies, Reds, Sunwolves |       |
|          |                           |       |

|           | 15ª giornata         |       |
| --------- | -------------------- | ----- |
| 25-5-2018 | Crusaders—Hurricanes | 24-13 |
| 25-5-2018 | Rebels—Sunwolves     | 40-13 |
| 25-5-2018 | Jaguares—Sharks      | 29-13 |
| 26-5-2018 | Chiefs—Waratahs      | 39-27 |
| 26-5-2018 | Reds—Highlanders     | 15-18 |
| 26-5-2018 | Bulls—Brumbies       | 28-38 |
| 26-5-2018 | Stormers—Lions       | 23-26 |
| rip.      | Blues                |       |

|          | 18ª giornata          |       |
| -------- | --------------------- | ----- |
| 6-7-2018 | Crusaders—Highlanders | 45-22 |
| 6-7-2018 | Reds—Rebels           | 37-23 |
| 7-7-2018 | Chiefs—Brumbies       | 24-19 |
| 7-7-2018 | Hurricanes—Blues      | 42-24 |
| 7-7-2018 | Waratahs—Sunwolves    | 77-25 |
| 7-7-2018 | Bulls—Jaguares        | 43-34 |
| 7-7-2018 | Stormers—Sharks       | 27-16 |
| rip.     | Lions                 |       |

### Classifica
| OQF                      |    | Squadra     | G  | V  | N | P  | Bye | PF  | PS  | P±   | B  | Pt |
| ------------------------ | -- | ----------- | -- | -- | - | -- | --- | --- | --- | ---- | -- | -- |
| Australian Conference    |    |             |    |    |   |    |     |     |     |      |    |    |
|                          | 3  | Waratahs    | 16 | 9  | 1 | 6  | 0   | 557 | 445 | 112  | 6  | 44 |
|                          | 9  | Rebels      | 16 | 7  | 0 | 9  | 0   | 440 | 461 | −21  | 8  | 36 |
|                          | 10 | Brumbies    | 16 | 7  | 0 | 9  | 0   | 393 | 422 | −29  | 6  | 34 |
|                          | 13 | Reds        | 16 | 6  | 0 | 10 | 0   | 389 | 501 | −112 | 4  | 28 |
|                          | 15 | Sunwolves   | 16 | 3  | 0 | 13 | 0   | 404 | 664 | −260 | 2  | 14 |
| New Zealand Conference   |    |             |    |    |   |    |     |     |     |      |    |    |
|                          | 1  | Crusaders   | 16 | 14 | 0 | 2  | 0   | 542 | 295 | 247  | 7  | 63 |
|                          | 4  | Hurricanes  | 16 | 11 | 0 | 5  | 0   | 474 | 343 | 131  | 7  | 51 |
|                          | 5  | Chiefs      | 16 | 11 | 0 | 5  | 0   | 463 | 368 | 95   | 5  | 49 |
|                          | 6  | Highlanders | 16 | 10 | 0 | 6  | 0   | 437 | 445 | −8   | 4  | 44 |
|                          | 14 | Blues       | 16 | 4  | 0 | 12 | 0   | 378 | 509 | −131 | 6  | 22 |
| South African Conference |    |             |    |    |   |    |     |     |     |      |    |    |
|                          | 2  | Lions       | 16 | 9  | 0 | 7  | 0   | 519 | 435 | 84   | 10 | 46 |
|                          | 7  | Jaguares    | 16 | 9  | 0 | 7  | 0   | 409 | 418 | −9   | 2  | 38 |
|                          | 8  | Sharks      | 16 | 7  | 1 | 8  | 0   | 437 | 442 | −5   | 6  | 36 |
|                          | 11 | Stormers    | 16 | 6  | 0 | 10 | 0   | 390 | 423 | −33  | 5  | 29 |
|                          | 12 | Bulls       | 16 | 6  | 0 | 10 | 0   | 441 | 502 | −61  | 5  | 29 |

## Fase a play-off
|  | Quarti di finale | Quarti di finale | Quarti di finale |       |            | Semifinali | Semifinali | Semifinali |  |  | Finale | Finale    | Finale |
|  |                  |                  |                  |       |            |            |            |            |  |  |        |           |        |
|  | 1                | Crusaders        | 40               |       |            |            |            |            |  |  |        |           |        |
|  | 8                | Sharks           | 10               |       |            |            |            |            |  |  |        |           |        |
|  | 8                | Sharks           | 10               |       | 1          | Crusaders  | 30         |            |  |  |        |           |        |
|  |                  |                  |                  |       | 1          | Crusaders  | 30         |            |  |  |        |           |        |
|  |                  | 4                | Hurricanes       | 12    |            |            |            |            |  |  |        |           |        |
|  | 4                | 4                | Hurricanes       | 12    | Hurricanes | 32         |            |            |  |  |        |           |        |
|  | 4                |                  |                  |       | Hurricanes | 32         |            |            |  |  |        |           |        |
|  | 5                | Chiefs           | 31               |       |            |            |            |            |  |  |        |           |        |
|  |                  |                  |                  |       |            |            |            |            |  |  | 1      | Crusaders | 37     |
|  |                  |                  | 2                | Lions | 18         |            |            |            |  |  |        |           |        |
|  | 2                | Lions            | 40               |       |            |            |            |            |  |  |        |           |        |
|  | 7                | Jaguares         | 23               |       |            |            |            |            |  |  |        |           |        |
|  | 7                | Jaguares         | 23               |       | 2          | Lions      | 44         |            |  |  |        |           |        |
|  |                  |                  |                  |       | 2          | Lions      | 44         |            |  |  |        |           |        |
|  |                  | 3                | Waratahs         | 26    |            |            |            |            |  |  |        |           |        |
|  | 3                | 3                | Waratahs         | 26    | Waratahs   | 30         |            |            |  |  |        |           |        |
|  | 3                |                  |                  |       | Waratahs   | 30         |            |            |  |  |        |           |        |
|  | 6                | Highlanders      | 23               |       |            |            |            |            |  |  |        |           |        |

### Quarti di finale
| Arbitro: | Glen Jackson |

|                                       |            |                                                     |
| 1’ Savea 33’, 62’ TJ Perenara 69’ Lam | mt         | 7’ Weber 51’ Lienert-Brown 79’ McKenzie 80’ Boshier |
| 2’, 33’ B. Barrett 70’ J. Barrett     | tr         | 8’, 52’, 79’ McKenzie 80’ Charlie Ngatai            |
| 11’, 55’ B. Barrett                   | c.p.       | 22’ McKenzie                                        |
| Chris Boyd                            | Allenatori | Colin Cooper                                        |

| Arbitro: | Mike Fraser |

|                                                |            |                 |
| Hall 9’ Havili 12’ Todd 42’ Ennor 67’ Samu 72’ | mt         | van Wyk 26’     |
| Mo'unga 43’, 68’, 73’                          | tr         | du Preez 27’    |
| Mo'unga 7’, 40’, 57’                           | c.p.       | du Preez 48’    |
| Scott Robertson                                | Allenatori | Robert du Preez |

| Arbitro: | Angus Gardner |

|                          |            |                         |
| Foley 54’, 61’ Folau 56’ | mt         | Naholo 11’ Thompson 25’ |
| Foley 54’, 57’, 62’      | tr         | Sopoaga 12’, 26’        |
| Foley 4’, 9’, 71’        | c.p.       | Sopoaga 7’, 14’, 34’    |
| Daryl Gibson             | Allenatori | Aaron Mauger            |

| Arbitro: | Jaco Peyper |

|                                               |            |                       |
| Combrinck 8’ Vorster 15’ Marx 27’ Coetzee 57’ | mt         | Delguy 42’ Matera 48’ |
| Jantjies 9’, 16’, 28’, 58’                    | tr         | Sánchez 43’, 49’      |
| Jantjies 26’, 44’, 76’                        | c.p.       | Sánchez 4’, 6’, 37’   |
| Jantjies 64’                                  | drop       |                       |
| Swys de Bruin                                 | Allenatori | Mario Ledesma         |

### Semifinali
| Arbitro: | Jaco Peyper |

|                                             |            |                   |
| Mo'unga 15’ Bridge 28’ Havili 43’ Ennor 69’ | mt         | Savea 18’ Lam 80’ |
| Mo'unga 16’, 44’                            | tr         | Barrett 19’       |
| Mo'unga 36’, 39’                            | c.p.       |                   |
| Scott Robertson                             | Allenatori | Chris Boyd        |

| Arbitro: | Glen Jackson |

|                                                     |            |                                              |
| Smith 21’, 63’ Dyantyi 26’ Marx 35’, 58’ Skosan 79’ | mt         | Hanigan 4’ Folau 8’ Robertson 39’ Gordon 76’ |
| Jantjies 28’, 37’, 69’, 80’                         | tr         | Foley 6’, 10’, 76’                           |
| Jantjies 35’, 74’                                   | c.p.       |                                              |
| Swys de Bruin                                       | Allenatori | Daryl Gibson                                 |

### Finale
| Arbitro: | Angus Gardner |

| |              | |
| Tamanivalu 19’ Havili 34’ Drummond 62’ S.Barrett 70’ | mt           | Brink 53’ Marx 68’ |
| Mo'unga 20’, 36’, 63’, 71’ | tr           | Jantjies 54’ |
| Mo'unga 16’, 33’, 43’ | c.p.         | Jantjies 13’, 39’ |
| · David Havili · Seta Tamanivalu · Jack Goodhue · Ryan Crotty · 77’ George Bridge · 77’ Richie Mo'unga · 54’ Bryn Hall · Kieran Read · Matt Todd · 56’ Heiden Bedwell-Curtis · Sam Whitelock · 72’ Scott Barrett · 60’ Owen Franks · 69’ Codie Taylor · 47’ Joe Moody | Formazioni   | · Andries Coetzee · Ruan Combrinck · Lionel Mapoe · Harold Vorster 76’ · Courtnall Skosan 54’ · Elton Jantjies · Ross Cronje 69’ · Warren Whiteley · Cyle Brink 63’ · Kwagga Smith · Franco Mostert · Marvin Orie 54’ · Ruan Dreyer 69’ · Malcolm Marx 76’ · Jacques van Rooyen 47’ |
| · 69’ Andrew Makalio · 47’ Tim Perry · 60’ Michael Alaalatoa · 72’ Luke Romano · 56’ Peter Samu · 54’ Mitchell Drummond · 77’ Mitchell Hunt · 77’ Braydon Ennor | Sostituzioni | · Corné Fourie 76’ · Dylan Smith 47’ · Johannes Jonker 69’ · Lourens Erasmus 54’ · Marnus Schoeman 63’ · Dillon Smith 69’ · Aphiwe Dyantyi 54’ · Howard Mnisi 76’ |
| Scott Robertson | Allenatori   | Swys de Bruin |